# District (Japon)
Pour les articles homonymes, voir district et gun.
Au Japon, le district (郡, gun) ou parfois district rural (郡部, gunbu), également traduit en anglais par « county » (« comté ») ou encore par « rural area » (« aire rurale »), est une division territoriale. Celle-ci est alors caractérisée par le suffixe gun (郡) suivant le nom du district.

## Histoire
Les districts ruraux japonais sont les héritiers d'anciennes divisions territoriales appelées à l'origine kōri. Le Nihon shoki (720) fait remonter leur création à la réforme de Taika (646) en utilisant le kanji 評 (hyō), reprenant l'idéogramme chinois utilisé alors pour désigner les subdivisions similaires dans le royaume de Corée. Il faut attendre le Code de Taihō (701) pour voir apparaître et se diffuser dans les sources la graphie actuelle 郡, prononcée kōri en kun'yomi (héritée du japonais originel) mais petit à petit remplacée par la prononciation en on'yomi (héritée historiquement du chinois) gun. Ce kanji est le même que celui utilisé dans l'organisation territoriale et administrative en Chine à cette époque pour désigner l'échelon équivalent. Le kōri constituait alors une entité administrative intermédiaire entre la province (国, kuni) et le village (里 / 郷, sato). Plus tard, avec l'évolution vers le système féodal et le shogunat, ces districts perdent de leur importance.
La réforme Meiji rétablit pleinement des districts par la loi de 1878. Il s'agit de nouveau d'une subdivision administrative à part entière, avec un haut fonctionnaire le dirigeant, appelé gunchō (郡長) et une assemblée locale élue à partir de 1890. Abolis en 1926, ils sont rétablis comme subdivisions particulières durant la Seconde Guerre mondiale. Les districts actuels sont, comme toutes les autres divisions territoriales japonaises, définis par la loi d'autonomie locale de 1947, plus particulièrement l'article 259, qui leur a retiré tout aspect administratif et politique.

## Organisation et rôle
Le district est une subdivision intermédiaire située entre :
- la préfecture (aussi appelée département, elle-même rattachée à une seule région administrative officielle, et parfois une ou plusieurs sous-régions traditionnelles), voire de la sous-préfecture à Hokkaidō, et
- la municipalité, à ceci près que celles, urbaines, qui ont alors le statut de villes (市, shi?) ou d'arrondissements spéciaux (特別区, tokubetsu-ku?, uniquement à Tokyo) constituent alors des subdivisions directes de la préfecture ou de la sous-préfecture sans être rattachées à un district. Ce dernier correspond ainsi à un ensemble de bourgs (町?, machi ou -chō) et de villages (村?, mura ou -son), d'où l'utilisation parfois du terme de « district rural ». Les 4 sous-préfectures insulaires de Tokyo font office de district ruraux en ce qu'elles sont également les regroupements de 2 bourgs et de 7 villages.

C'est l’équivalent du comté (au sein des États) aux États-Unis, ou du canton administratif (au sein des départements) en France, à l'exception du fait que les districts peuvent ne pas recouvrir la totalité des municipalités d'une préfecture puisqu'elles n'en comprennent pas les villes.
Les préfectures sont aussi traditionnellement divisées en quelques aires géographiques (ces aires géographiques sont similaires aux pays traditionnels en France, voire aux arrondissements départementaux français) regroupant des sous-ensembles plus ou moins précis de districts. Ces aires traditionnelles sont très souvent citées par les géographes et les institutions officielles japonaises et sont généralement nommées d’après les anciennes provinces impériales (ou subdivisions provinciales).
N'ayant pas ou peu d'autorité administrative, le district sert essentiellement dans le système postal pour déterminer l'établissement des adresses et relève plus d'une notion géographique. Toute modification de leur composition (par fondation, suppression ou fusion de communes la composant), ainsi que la création ou la disparition d'un district sont entérinées par l'Assemblée de la préfecture où il se trouve.
Au 1er août 2011, ils sont au nombre de 372 regroupant 937 municipalités (753 bourgs et 184 villages).

## Autres subdivisions japonaises traduites par district
Le terme de district est également utilisé en français et en anglais pour désigner les 300 circonscriptions législatives dans lesquelles les élections à la Chambre des représentants du Japon se font au scrutin uninominal majoritaire à un tour, appelées en japonais shō-senkyoku (小選挙区) ce qui peut être traduit littéralement par « petite circonscription électorale » (le kanji ku (区) est généralement utilisé pour désigner ce qui est traduit en français par arrondissements, que ce soient ceux de Tōkyō ou d'autres grandes villes japonaises).